# Gert Steegmans
Gert Steegmans é um ciclista belga nascido a 30 de setembro de 1980 em Hasselt (Bélgica), na sua carreira como profissional tinha um sprint para competir nas chegadas em massa.

## Biografia

### Lançaador de McEwen na Lotto
Steegmans estreiou como profissional em 2002 no plantel da equipa belga Davitamon-Lotto. Ainda que o corredor já era conhecido no seu país, começou a ser reconhecido internacionalmente como lançador de Robbie McEwen (sprinter principal da sua equipa) no Tour de France de 2006, colaborando em duas vitórias de etapa para o australiano.

### Progressão e sucessos em Quick Step
Para 2007 alinhou por outra equipa belga ProTour, a Quick Step, onde coincidiu com o seu compatriota Tom Boonen.
Durante a segunda etapa do Tour de France de 2007 (com final no seu país natal), um ciclista da Liquigas caiu a três quilómetros da meta, provocando a sua vez a queda de outros 20 corredores aproximadamente, fraccionando o pelotão e deixando em cabeça a uns 30 ciclistas lutando pelo sprint para a vitória de etapa, triunfo que conseguiria Steegmans por adiante do seu compatriota e colega de equipa Tom Boonen, quem em mudança conseguiu vestir-se o maillot verde da regularidade graças ao seu segundo posto na etapa.
No Tour de France de 2008 ganhou a prestigiosa última etapa com final nos Campos Elíseos de Paris. Dias antes, a 6 de julho, já tinha anunciado que para a próxima temporada mudaria de equipa, ao assinar um contrato por dois anos com a equipa russa Tinkoff Credit Systems, de categoria Continental, que face a 2009 passava a se denominar Katusha, conseguindo ademais a licença UCI ProTour.

### Breve e polémico passagem pela Katusha
Na equipa russa Katusha se reencontrou com Robbie McEwen, o seu chefe de fileiras em anos atrás na Lotto. Uma vez iniciada a temporada, a equipa apresentou a seus corredores um compromisso antidopagem, segundo o qual todo o corredor que desse positivo num controle antidopgem deveria indemnizar à equipa pagando o equivalente a cinco vezes o seu salário anual. Steegmans negou-se a assinar dito compromisso; McEwen, quem também se tinha negado num princípio, terminou assinando dita cláusula. A negativa de Steegmans a assinar o compromisso fez que o Katusha decidisse não incluir na sua lista de corredores para o Tour de France. A 5 de agosto a equipa e Steegmans decidiram rescindir o contrato que lhes unia depois da rejeição reiterada do corredor a assinar um contrato que já tinham assinado todos os seus colegas (excepto Toni Colom, positivo por EPO recombinante).

### No RadioShack de Armstrong
Pára 2010 militou pela Team RadioShack dirigido por Johan Bruyneel, onde coincidiria com Lance Armstrong entre outros. Ao princípio de temporada, no prólogo da Paris Nice, fracturou-se a clávicula. Isso foi o que lhe impediu participar no Tour de France.

### Volta ao Quick Step
Em 2011 retornou ao QuickStep e obteve um triunfo na Nokere Koerse. Participou do Tour de France mas não o culminou, já que não tomou a saída na 13.ª etapa.
Para a temporada de 2013 é uma peça importante para os objectivos da etapa de Mark Cavendish sendo o principal lançaador deste.
A 16 de julho de 2015 anunciou a sua retirada do ciclismo depois de treze temporadas como profissional e com 34 anos de idade.

## Palmarés
| 2002 - GP Harelbeke 2005 - 1 etapa do Tour de Picardie - Prêmio Nacional de Clausura 2006 - 2 etapas da Volta ao Algarve - 1 etapa dos Quatro Dias de Dunquerque - 1 etapa do Tour de Picardie - 1 etapa da Volta à Bélgica 2007 - 1 etapa da Volta ao Algarve - 1 etapa dos Três dias da Panne - 1 etapa dos Quatro Dias de Dunquerque - 1 etapa do Tour de France - Tour de Rijke - Circuito Franco-Belga, mais 2 etapas | 2008 - Troféu Cala Millor da Challenge a Maiorca - 2 etapas da Paris-Nice - 1 etapa dos Quatro Dias de Dunquerque - Profonde Van Fryslan - Memorial Rik Van Steenbergen - Ache-Ingooigem - 1 etapa do Tour de France 2009 - Troféu Maiorca da Challenge de Maiorca - 1 etapa da Volta a Andaluzia 2011 - Nokere Koerse |

## Equipas
- Lotto/Davitamon (2002-2006)
  - Lotto-Domo (2002-2004)
  - Davitamon-Lotto (2005-2006)
- Quick Step (2007-2008)
  - Quick Step-Innergetic (2007)
  - Quick Step (2008)
- Team Katusha (2009)
- Team RadioShack (2010)
- Quick Step/Omega Pharma (2011-2014)
  - QuickStep Cycling Team (2011)
  - Omega Pharma-QuickStep (2012)
  - Omega Pharma-Quick Step Cycling Team (2013-2014)
- Trek Factory Racing (2015)[4]